# Monumento de Lifau
O Monumento de Lifau (em tétum:  Monumentu Lifau) é um monumento situado na cidade de Lifau, no posto administrativo de Pante Macassar, no município de Oecusse, em Timor-Leste. Foi construído na forma de uma caravela de bronze, em homenagem aos quinhentos anos da chegada dos portugueses a ilha de Timor.

## Antecedentes históricos
A primeira expedição europeia a chegar às ilhas das Molucas, de Banda e Timor, foi liderada pelo navegador português António de Abreu em 1512, embora não tenha aportado em Timor. Posteriormente, os frades dominicanos portugueses estabeleceram-se em Timor a 18 de agosto de 1515 e em 1556 fundaram o povoado de Lifau para proteger a região timorense e o comércio do sândalo. Lifau foi a primeira capital de Timor Português, que foi colónia de Portugal até a data de 1975. 

## Características

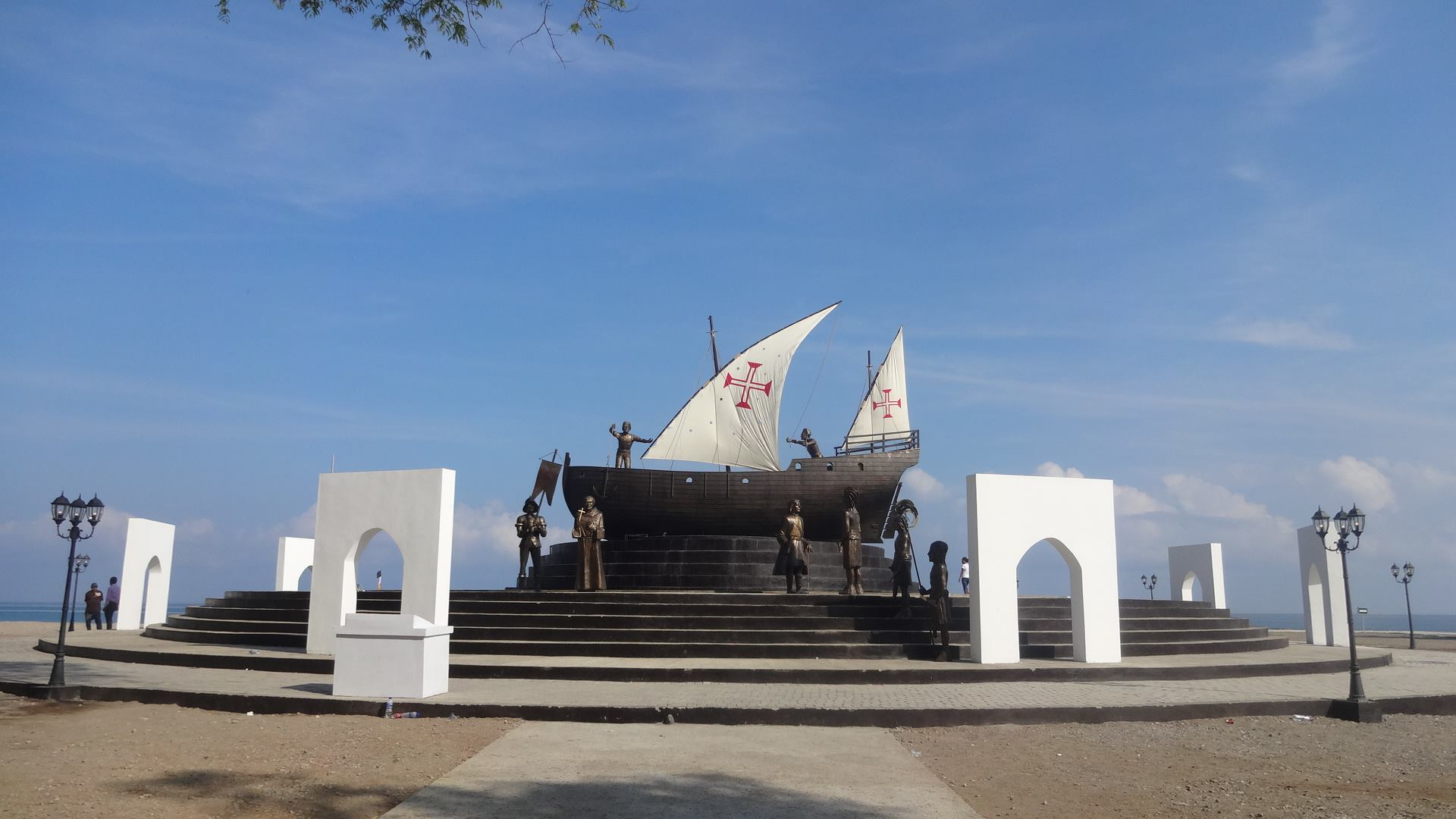
Vista geral externa do monumento.

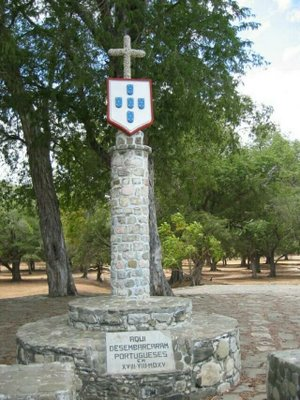
Padrão em Lifau.

O monumento foi produzido na freguesia de Oliveira do Douro, situada no concelho de Vila Nova de Gaia, em Portugal e construído junto ao padrão em Lifau, que assinalou a primeira presença dos portugueses em Timor. O monumento de bronze tem a forma de uma caravela, com treze metros de comprimento, 4,3 metros de altura e 3,2 metros de largura, pesando oito toneladas. O projecto é da autoria de António Veladas e Joaquim de Brito, tendo sido contratados os serviços da Fundição Lage para os trabalhos de fundição, sendo o conceito do "Encontro" projetado por Joaquim de Brito e António Veladas, em consórcio empresarial entre as suas empresas AVAM Consultores Timor e a Lorosae Concept Timor. Todas as obras criadas pelo consórcio foram fundidas por Fernando da Silva Lage, que também fundiu o Monumento ao Papa João Paulo II em Tasitolu, esculpido por Alves André.